# Кристіан Нтсай
Крістіан Нтсай (фр. Christian Ntsay; нар. 27 березня 1961, Анціранана) — політик Мадагаскару, прем'єр-міністр Мадагаскару з 6 червня 2018 року.
6 червня 2018 року президент Ері Радзаунарімампіаніна доручив Нтсай сформувати новий уряд після того, як прем'єр-міністр Олів'є Солонандрасана подав у відставку внаслідок загальнонаціональних протестів. До призначення прем'єр-міністром, Нцай працював в ООН.